# Parautolytus luzonensis
Parautolytus luzonensis är en ringmaskart som beskrevs av Pillai 1965. Parautolytus luzonensis ingår i släktet Parautolytus och familjen Syllidae. Inga underarter finns listade i Catalogue of Life.